# 田中克哉
田中 克哉（たなか かつや、1996年8月2日 - ）は、日本の俳優。岐阜県出身。Sun Gnome（サンノーム・エンターテインメント）と業務提携。

## 略歴
東京を拠点とし、舞台・映像作品など幅広く活動している。
2022年、Sun Gnome（サンノーム・エンターテインメント）に所属。
2025年2月、Sun Gnomeとの専属契約を終了し、業務提携となる。また2025年5月18日に、8月24日千穐楽を迎える舞台をもって、役者活動を無期限休止することを発表。

## 人物
- 大の猫好きで、実家では猫を数匹飼っている。
- 野球(中日ドラゴンズ)とゲーム好き。
- サバゲーにハマっており、専用銃を所持している。
- 岐阜で育ったため口調がよく訛る。
- 愛称は「かつや」「かっちゃん」「かっつー」。
- 身長174cm、体重56kg、O型。

## 出演

### 舞台
2019年
- 撃弾家族 旗揚げ公演 1st shot!『DOLLS 〜あの日の青年〜』[7]（2019年4月4日 - 7日、中野ウエストエンドスタジオ）- ノワール 役

- 芝居家だんす公演『ひめ 〜照姫じゃ✕鬼姫じゃ〜』[8]（2019年7月11日 - 15日、中野・スタジオあくとれ）- 太田道灌 役

- 撃弾家族 2nd shot!『月夜桜外伝 陰と陽の道〜大天狗捕物帖〜』[9]（2019年8月14日 - 16日、大田文化の森ホール）- 吽行 役

- 海賊のように飲む会─海賊版公演５─『隣の隣の部屋まで聞こえる声で』[10]（2019年8月29日 - 9月1日、ライブハウス高田馬場JETROBOT）- 顔イケメン 役

- SPIRAL CHARIOTS 第22回本公演『CROWDED CHAOS FANTASY─クロウデッド カオス ファンタジー─ 』[11]（2019年10月23日 - 27日[13]、下北沢小劇場「楽園」）- 零影（Bチーム） 役

- 劇団そらたま Vol.4 太陽に負けるな公演『Only 〜地獄の中のオーケストラ〜』[14]（2019年11月13日 - 17日[15]、中野ザ・ポケット）- ムドラ・スネア（B班）役

- ENDesPRODUCE『リベルテ Vol.10 特別公演』[16]（2019年12月23日 - 28日[17]、本所松坂亭劇場）- 係員[18]、ゆうま[19] 役

2020年
- 芝居家だんす公演『二天 〜毘沙門天の太刀✕弁天様は探偵じゃ３〜』[20][21]（2020年1月22日 - 26日、中野・スタジオあくとれ）- 清五郎 役

- Project To Do 舞台公演『ナイト・メア 〜黒い夢と夢現の扉〜』[22]（2020年2月14日 - 16日、萬劇場）- 一条隼人 役[23]

- SPIRAL CHARIOTS 第23回本公演『役者天下一舞闘会Y-1』[24]（2020年7月8日 - 12日、下北沢小劇場「楽園」）- ペア相手：井川勇樹[25]※中止[26][27]

- SPIRAL CHARIOTS 第24回本公演『I choose you and die〜選んで死ね〜』[28]（2020年11月12日 - 15日[30]、下北沢小劇場「楽園」）- カンザキ 役

- ENDesPRODUCE『リベルテ Vol.14 〜Fin de L'année〜』[31]（2020年12月19日 - 31日[34]、本所松坂亭劇場）- 浩志[35]、牛[36] 役

2021年
- TOブックス 舞台『白豚貴族ですが前世の記憶が生えたのでひよこな弟育てます』[37]（2021年3月24日 - 28日[38]、新宿村LIVE）- ティボルト 役

- ENDesPRODUCE『MEN's リベルテ』[39]（2021年4月18日[40]、本所松坂亭劇場）

- SPIRAL CHARIOTS 第26回本公演『HATTORI半蔵Ⅳ』[43]（2021年6月30日 - 7月4日[46]、六行会ホール）- 松原チュウジ 役

- ENDesPRODUCE『リベルテ Vol.17』[47]（2021年8月20日 - 22日[48]、本所松坂亭劇場）

- ALIENA Products『OYUUGIKAI』[49]（2021年9月18日 - 23日[50]、高島平バルスタジオ）- スイマー[51]、王子[52]、先生[53]、かつやくん[54] 役

- SPIRAL CHARIOTS 第27回公演『いつ、殺した？』[55]（2021年11月17日 - 21日[57]、下北沢小劇場「楽園」）- 笹見卓 役

- プロジェクトリコロ 第3回公演『スーサイドホテル』[58]（2021年12月8日 - 12日[60]、萬劇場）- 押鳥ナオト 役

- 一般社団法人 K’sスペシャルニーズエンターテイメント『ラ・フランス泥棒は用無しパスタ？』[61]（2021年12月29日 - 30日、アトリエファンファーレ東新宿）- 主演 林章介 役

- ENDesPRODUCE『リベルテ Vol.19』[62]（2021年12月27日 - 31日[63]、本所松坂亭劇場）

2022年
- TOブックス 舞台『悪役令嬢ですが攻略対象の様子が異常すぎる』[66]（2022年2月16日 - 20日[68]、シアターグリーン BIG TREE THEATER）- ダム 役（舞台オリジナルキャラクター）

- 女優ユニットぽりこぴーProduce Vol.1･5公演『「Travel×Trip×Tour」Extra edition!!』[69]（2022年4月29日 - 5月1日、本所松坂亭劇場）- 機長、兄[70]、カズヤ[71]、サル[73] 役

- ENDesPRODUCE『リベルテ Vol.20』[74]（2022年5月13日 - 15日[75]、本所松坂亭劇場）

- Alexandrite Stage『The Great Gatsby In Tokyo』[78]（2022年6月17日 - 21日[80]、三越劇場）- チェスター・マッキー 役

- Office54 朗読劇『学園デスパネル2022』[81]（2022年7月13日 - 15日、座・高円寺2）- 巡査 役

- ENDesPRODUCE『リベルテ Vol.21』[82]（2022年8月11日 - 14日[83]、本所松坂亭劇場）

- マルガリータ企画 vol.3『夏に舞う雪のように』[84]（2022年8月31日 - 9月4日、シアターKASSAI）- 明生 役

- プロジェクトリコロ 第5回公演『Lilac -side Wizard-』[87]（2022年10月19日 - 23日[88]、萬劇場）- ビビ 役

- 人狼 ザ・ライブプレイングシアター ルーキー公演『人狼TLPT O（オービット）』[89]（2022年11月22日 - 27日[90]、上野ストアハウス）- 仕立屋 カーティス 役

- ILLUMINUS企画『屍の王』[91]（2022年12月14日 - 18日、六行会ホール）- レオノール 役

- ENDesPRODUCE『リベルテ Vol.22』[92]（2022年12月23日 - 31日[93]、本所松坂亭劇場）

2023年
- 蓮×歌 2023年公演『しんみゅ 幕末歌劇 新選組 〜土方・藤堂の篇〜』[96]（2023年1月14日 - 15日、四日市市文化会館第2ホール / 2023年2月6日 - 12日、草月ホール）- 服部武雄 役

- HH企画番外公演『あんた誰？』[97]（2023年3月24日 - 26日、中野・スタジオあくとれ）- 主演 大立誠 役

- プロジェクトリコロ 第6回公演『ノラの楽園』[98]（2023年6月7日 - 11日、萬劇場）- ビル 役

- ILLUMINUS企画『黎明の王』[99]（2023年7月20日 - 23日、六行会ホール）- ミロサフ 役

- ENDesPRODUCE 舞台『N-ull land〜零の世界〜』[100]（2023年8月9日 - 13日、シアターグリーン BIG TREE THEATER）- 柊路（シュウジ）役

- SPIRAL CHARIOTS 第32回&20周年記念公演『HATTORI半蔵-零-』[101]（2023年9月27日 - 10月1日[102]、シアターサンモール）- 山本カンスケ（Bキャスト）役

- O-keyプロデュース〜season18〜 舞台『絶望エクスチェンジ-Re:boot-』[103]（2023年10月18日 - 22日、シアターブラッツ）- 恒平 役

- プロジェクトリコロ 第7回公演『Statice』[104]（2023年12月20日 - 24日[105]、六行会ホール）- ジンジャー 役

2024年
- ViStar PRODUCE vol.5 舞台『引き結び～紬ぎ結ぶは運命の糸～』[106]（2024年2月8日 - 18日、CBGKシブゲキ!!）- 主演 大神実命（オオカムヅミノミコト）役

- 『菅生ゼミ休講のお知らせ 4期』[107]（2024年3月15日 - 24日、新宿スターフィールド）- 緑 役

- 劇団ラパン雑貨ゝ第10回公演『Reduce:Reuse:Restart ～静止した時を再び～』[108]（2024年4月17日 - 21日、上野ストアハウス）- ヤセカ・チョージ 役

- ENDesPRODUCE『リベルテ Vol.27』[109]（2024年6月21日 - 23日[110]、本所松坂亭劇場）

- 劇団わ 本公演『劣等生、乙川強の半生。』[111]（2024年9月25日 - 29日、中目黒キンケロシアター）- 主演 乙川強 役

- Poppin' Shower Produce vol.2『星空ハーモニー2024』[112]（2024年12月25日 - 29日[113]、シアターグリーン BIG TREE THEATER）- 三角龍人（みつの・たつと）役

2025年
- ILLUMINUS企画『拝啓、親愛なる魔法使いのあなたへ』[114]（2025年1月29日 - 2月2日、六行会ホール）- フレイム 役

- プロジェクトリコロ 第8回公演『SUMU』[115]（2025年2月12日 - 16日、萬劇場）- 日向大地 役

- 劇団虚幻癖#40 回帰公演『LOST MIND』[116]（2025年4月23日 - 27日、中野ザ・ポケット）- タケル 役

- 近代古典塾 芯劇 旗揚げ公演『かもめ』[117]（2025年7月18日 - 21日、高島平バルスタジオ）- 主演 トレープレフ 役

- 田中克哉引退記念特別公演『あんた誰？』[118]（2025年8月21日 - 24日、本所松坂亭劇場）- 主演 大立誠 役

### イベント
- 『うたえりの１日店長』[119]（2020年3月28日、中目黒OOPS!Bar）- 店長補佐※延期[120]→5月頃開催予定[121]※中止

- SPIRAL CHARIOTS ACTALKLIVE 螺旋列車PART33『CROWDED CHAOS FANTASY─クロウデッド カオス ファンタジー─ 公演DVDリリースイベント』[122]（2020年4月2日 - 5日、ステージカフェ下北沢亭）※中止[123]
  - 『クロファンDVDリリースイベント 一度きりの無観客YouTube live配信』[124]（2020年4月3日16:00）

- 『未依 生誕祭2020 meet up 愛でちゃんず！』[125]（2020年10月11日、秋葉原ZEST）- 太田道灌(ひめ：田中克哉、詩えり、Nao) ゲスト出演

- 『TREASURE BOX 〜うたえり生誕祭〜』[126]（2021年2月6日、東京音実劇場）- (殺陣ペア：中川輝己) イベントメンバー出演

- SPIRAL CHARIOTS ACTALKLIVE『HATTORI半蔵Ⅳ DVDリリースイベント』[127]（2021年9月4日 - 5日[128]、下北沢小劇場「楽園」）

- 『актёр 〜HALLOWEEN LIVE 2021〜』[129]（2021年10月23日、東京音実劇場）

- 『春爛漫トークイベント 〜俳優魂〜』[130][131]（2022年4月2日、赤坂チャンスシアター）

- SPIRAL CHARIOTS ACTALKLIVE『いつ殺&IchooseTIMECAP DVDリリイベ』[132]（2022年4月23日[133]、本所松坂亭劇場）

- MIULAnDA主催『東西ドリームマッチ2022～SUMMER～』[134][135]（2022年7月23日 - 24日、大塚ドリームシアター）

- 『1日店長 Birthday event 2022』[136]（2022年7月31日、Cafe&Bar Palette）

- 『田中・梅津生誕祭with愉快な仲間たち』[137]（2022年8月13日、MARRYGRANT AKASAKA -Matrimonio-）

- A.T.M イベントvol.3企画『addict the event vol.3 -96祭 kurosai-』[138]（2022年11月6日、Berry）

- 个LABO 短編映画『カラス鳩』上映会[139]（2023年5月7日、カフェレストラン&居酒屋 ポトス）- 鳩村幸人 役

- HH企画番外公演『あんた誰？』上映会[140]（2023年6月18日、cafe&bar木星劇場）

- 『1日店長 Birthday event 2023』[141]（2023年7月29日 - 30日、Cafeありんこ）

- 第15回蜂巣和紀単独コント公演『蜂巣祭〜2023秋の陣〜』[142]（2023年11月3日 - 5日、赤坂Chanceシアター）- 達也 役

- ENDesPRODUCE 舞台『N-ull land〜零の世界〜』DVDリリースイベント[143]（2023年12月28日[144]、本所松坂亭劇場）

- 『蜂巣祭〜2024新春四大祭り〜』[145]（2024年1月13日 - 14日[146]、赤坂Chanceシアター）

- 『第5回 居酒屋はっちゃん』[147]（2024年6月5日、池袋近辺都内某店）

- ILLUMINUS企画『王ステ THE LIVE 2024』[148]（2024年7月20日 - 21日、I'M A SHOW）

- 『HONEY BEE HOUSE』1日出勤[149]（2025 年2月24日、東京都板橋区仲宿44-4ラブフラワー 2F）

- A.T.M企画『邪悪を暴け！KING & ASSASSIN vol.6』[150]（2025年3月8日[151]、木星劇場）

- 『актёр Spring LIVE 2025』[152]（2025年3月23日、池袋HOTEYES）

- 『スナックさつき』[153]（2025年4月29日、Bar Vermelho）

- 『5周年記念ぽりこぴーぱーてぃー!!』[154]（2025年5月3日[155]、赤坂Chanceシアター）

- 『星空ハーモニー DVD完成記念 同窓会イベント』[156]（2025年5月10日[157]、本所松坂亭劇場）

- 『025 オリジナルTシャツ第2弾 販売記念イベント』[158]（2025年5月16日、ステージカフェ 下北沢亭）

- 『スナックさつき』[159]（2025年6月8日、Bar Vermelho）

- 蜂巣祭〜2025夏の陣〜『蜂巣祭ドリームマッチ2025』[160]（2025年6月20日 - 22日、赤坂Chanceシアター）

- 井川勇樹produce,『ACTORS×BATTLE III』[161]（2025年7月12日 - 13日[162]、中目黒キンケロシアター）

### DVD
2019年
- 芝居家だんす公演『ひめ 〜照姫じゃ✕鬼姫じゃ〜』[163]（2019年12月）

2020年
- SPIRAL CHARIOTS 第22回本公演『CROWDED CHAOS FANTASY─クロウデッド カオス ファンタジー─ 』[164]（2020年4月）

- 劇団そらたま Vol.4 太陽に負けるな公演『Only 〜地獄の中のオーケストラ〜』[165]（2020年6月）

- 芝居家だんす公演『二天 〜毘沙門天の太刀✕弁天様は探偵じゃ３〜』[166]（2020年8月）

2021年
- TOブックス 舞台『白豚貴族ですが前世の記憶が生えたのでひよこな弟育てます』[167]（2021年9月）

- SPIRAL CHARIOTS 第26回本公演『HATTORI半蔵Ⅳ』[168]（2021年9月）

2022年
- 一般社団法人 K’sスペシャルニーズエンターテイメント『ラ・フランス泥棒は用無しパスタ？』[169]（2022年1月）

- SPIRAL CHARIOTS 第24回本公演『I choose you and die〜選んで死ね〜』[170]（2022年4月）

- SPIRAL CHARIOTS 第27回本公演『いつ、殺した？』[171]（2022年4月）

- TOブックス 舞台『悪役令嬢ですが攻略対象の様子が異常すぎる』[172]（2022年7月）

- プロジェクトリコロ 第3回公演『スーサイドホテル』[173]（2022年9月）

- Alexandrite Stage『The Great Gatsby In Tokyo』[174]（2022年9月）

- Office54 朗読劇『学園デスパネル2022』[175]（2022年10月）

2023年
- ILLUMINUS企画『屍の王』[176]（2023年4月）

- プロジェクトリコロ 第5回公演『Lilac -side Wizard-』[177]（2023年6月）

- 蓮×歌 2023年公演『しんみゅ 幕末歌劇 新選組 〜土方・藤堂の篇〜』[178]（2023年12月）

- ILLUMINUS企画『黎明の王』[179]（2023年12月）

- ENDesPRODUCE 舞台『N-ull land〜零の世界〜』[180]（2023年12月）

### 映像作品
- 森本ナムア『もう逃げない。feat.ATTABOY(SHIN from CLIFT EDGE)』[181]（2020年12月9日MV公開・18日リリース、YouTube）- MV出演

- Amber Groove『口約束』[182]（2021年2月5日MV公開・2019年7月24日リリース、YouTube）- MV出演

- ドレスサロン La Reine プロモーションムービー[183]（2021年10月27日公開、YouTube）- 新郎役[184] 出演

- 个LABO 短編映画『カラス鳩』[185]（2023年5月7日上映会）- 鳩村幸人役 出演